# Fuente de la Alcachofa (Nápoles)

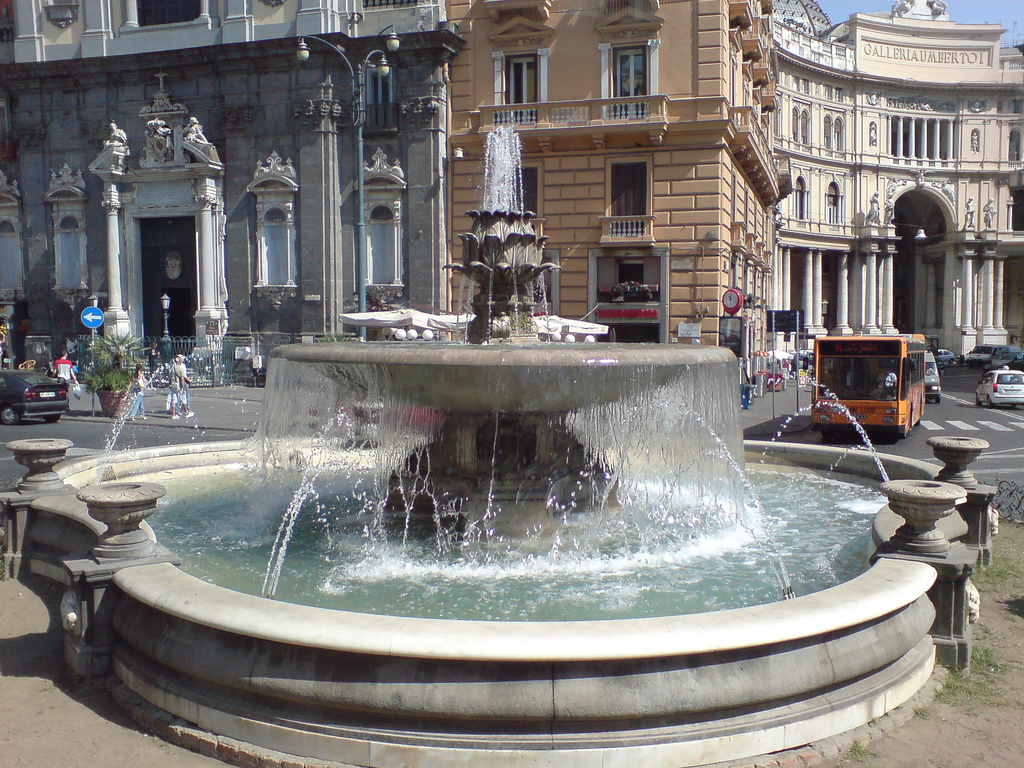
La fuente con la Iglesia de San Fernando y la Galería Humberto I al fondo.

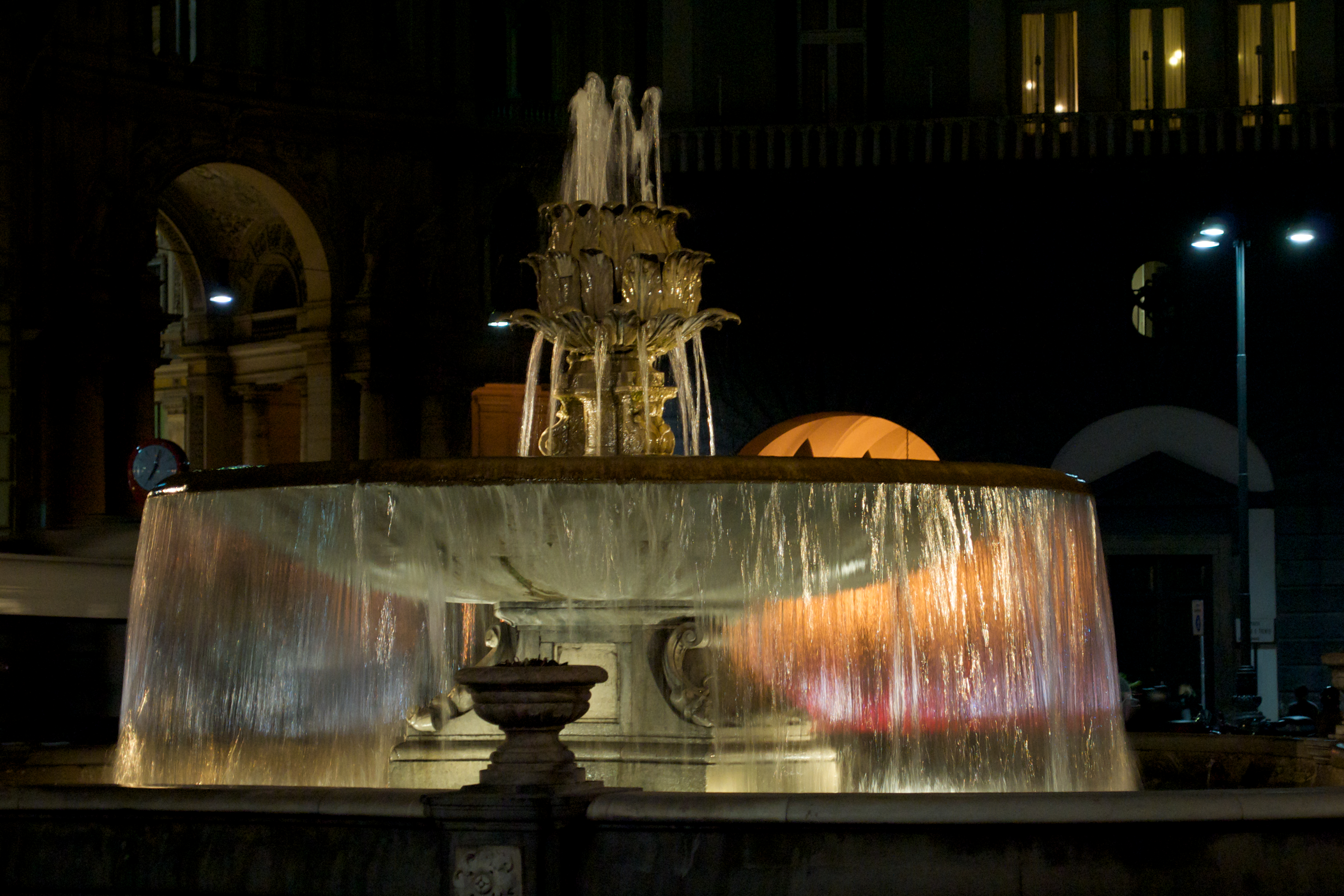
La fuente de noche.

La Fuente de la Alcachofa (en italiano, Fontana del Carciofo), es una fuente monumental de Nápoles, Italia. Se encuentra en el centro de la Plaza Trieste y Trento.
Fue realizada por voluntad del alcalde Achille Lauro en los años 1950. El proyecto fue encargado a los ingenieros Carlo Comite, Mario Massari y Fedele Federico.
La Fuente de la Alcachofa consta de una amplia taza circular, desde la que emerge una corola floral con forma de alcachofa, que da nombre a la fuente.